# Veselá (Mnichovo Hradiště)
Veselá je vesnice, část města Mnichovo Hradiště v okrese Mladá Boleslav. Nachází se asi 2,5 kilometru jižně od Mnichova Hradiště. Vesnicí protéká Veselka. Vesnicí prochází silnice II/610. Veselá leží v katastrálním území Veselá u Mnichova Hradiště o rozloze 4,88 km². V tomto katastrálním území ležela také osada Haškov, která byla postupně přeměněna v průmyslovou zónu s továrnou LIAZ.

## Historie
První písemná zmínka o vesnici pochází z roku 1345.
V letech 1961–1976 k vesnici patřily Buda, Horka a Zájezdy.

## Pamětihodnosti
- Kaple svatých Petra a Pavla
- Socha svatého Floriána
- Pomník padlým[5]